# Conopeum loki
Conopeum loki is een mosdiertjessoort uit de familie van de Electridae. De wetenschappelijke naam van de soort is voor het eerst geldig gepubliceerd door Almeida, Souza & Vieira in 2017.